# Belmont-sur-Vair
Belmont-sur-Vair és un municipi francès, situat al departament dels Vosges i a la regió del Gran Est. L'any 2007 tenia 123 habitants.

## Demografia

### Població
El 2007 la població de fet de Belmont-sur-Vair era de 123 persones. Hi havia 50 famílies, de les quals 8 eren unipersonals (8 homes vivint sols), 17 parelles sense fills, 17 parelles amb fills i 8 famílies monoparentals amb fills.
La població ha evolucionat segons el següent gràfic:
Habitants censats

### Habitatges
El 2007 hi havia 54 habitatges, 49 eren l'habitatge principal de la família, 2 eren segones residències i 3 estaven desocupats. 51 eren cases i 3 eren apartaments. Dels 49 habitatges principals, 47 estaven ocupats pels seus propietaris i 2 estaven llogats i ocupats pels llogaters; 2 tenien una cambra, 2 en tenien tres, 11 en tenien quatre i 33 en tenien cinc o més. 41 habitatges disposaven pel capbaix d'una plaça de pàrquing. A 19 habitatges hi havia un automòbil i a 27 n'hi havia dos o més.

### Piràmide de població
La piràmide de població per edats i sexe el 2009 era:
| Homes | Edats   | Dones |
| ----- | ------- | ----- |
| 0     | 95 o +  | 0     |
| 0     | 90 a 94 | 0     |
| 0     | 85 a 89 | 0     |
| 0     | 80 a 84 | 0     |
| 0     | 75 a 79 | 0     |
| 4     | 70 a 74 | 0     |
| 0     | 65 a 69 | 4     |
| 8     | 60 a 64 | 0     |
| 12    | 55 a 59 | 0     |
| 8     | 50 a 54 | 24    |
| 8     | 45 a 49 | 4     |
| 4     | 40 a 44 | 4     |
| 0     | 35 a 39 | 0     |
| 4     | 30 a 34 | 0     |
| 0     | 25 a 29 | 0     |
| 4     | 20 a 24 | 0     |
| 4     | 15 a 19 | 8     |
| 4     | 10 a 14 | 0     |
| 0     | 5 a 9   | 0     |
| 0     | 0 a 4   | 0     |

## Economia
El 2007 la població en edat de treballar era de 83 persones, 56 eren actives i 27 eren inactives. De les 56 persones actives 55 estaven ocupades (34 homes i 21 dones) i 1 aturada (1 dona i 1 dona). De les 27 persones inactives 13 estaven jubilades, 6 estaven estudiant i 8 estaven classificades com a «altres inactius».
Activitats econòmiques
Els 2 establiments que hi havia el 2007 eren d'empreses de construcció.
Dels 2 establiments de servei als particulars que hi havia el 2009, 1 era un paleta i 1 lampisteria.
L'any 2000 a Belmont-sur-Vair hi havia 9 explotacions agrícoles que ocupaven un total de 270 hectàrees.

## Equipaments sanitaris i escolars
El 2009 hi havia una escola elemental integrada dins d'un grup escolar amb les comunes properes formant una escola dispersa.

## Poblacions més properes
El següent diagrama mostra les poblacions més properes.